# Melomastia mastoidea
Melomastia mastoidea är en svampart som först beskrevs av Elias Fries, och fick sitt nu gällande namn av Joseph Schröter 1894. Enligt Catalogue of Life ingår Melomastia mastoidea i släktet Melomastia, ordningen kolkärnsvampar, klassen Sordariomycetes, divisionen sporsäcksvampar och riket svampar, men enligt Dyntaxa är tillhörigheten istället släktet Melomastia, klassen Sordariomycetes, divisionen sporsäcksvampar och riket svampar. Arten är reproducerande i Sverige. Inga underarter finns listade i Catalogue of Life.